# José Mesa (beisbolista)
José Ramón Nova Mesa, apodado "Joe Table" en Grandes Ligas (nacido el 22 de mayo de 1966 en Pueblo Viejo) es un ex lanzador dominicano que jugó en las Grandes Ligas de Béisbol.

## Carrera
Mesa fue firmado inicialmente como amateur por los Azulejos de Toronto en 1981, originalmente como jardinero. Fue cambiado a los Orioles de Baltimore durante la temporada de 1987 por el abridor Mike Flanagan. Mesa comenzó su carrera de Grandes Ligas como abridor de los Orioles, con la esperanza de que la bola rápida superior de Mesa le trajera éxito al bullpen del equipo. Después de 48 salidas con resultados por debajo del promedio durante cuatro temporadas, los Orioles transaron a Mesa a los Indios de Cleveland en 1992. Cleveland continuó utilizando Mesa como titular hasta el final de 1993; ese año, Mesa registro una exitosa hazaña de 208-2/3 innings en su carrera, a pesar de que el promedio de carreras limpias permitidas de Mesa fue el peor que el promedio de ERA de la liga por quinta temporada consecutiva.
Mesa se convirtió en un lanzador de relevo para los Indios de Cleveland en 1994, y, para la primera temporada de su carrera, registró una efectividad mejor que el promedio de la liga. En el rol de cerrador durante la temporada de 1995, Mesa lanzó estupendamente; en 64 entradas lanzadas más de 62 apariciones, Mesa tuvo una efectividad de 1.12, salvó 46 partidos, y ganó tres. Treinta y ocho de los 46 salvamentos de Mesa se registraron en apariciones consecutivas en situaciones de salvados, lo que se convirtió en un récord de Grandes Ligas en ese momento. La actuación de Mesa en 1995 jugó un papel decisivo para el récord de temporada regular de los Indios 100-44 y para su primera aparición en una Serie Mundial desde 1954. En 1997, la efectividad de 2.40 de Mesa, los 16 salvamentos, y su 4 victorias ayudó a los Indios a su segunda aparición en la Serie Mundial en tres temporadas. Sin embargo, su incapacidad para mantener una ventaja de una carrera en la novena entrada del Juego 7 de la Serie Mundial de 1997 fue un punto negro en su carrera, y Cleveland lo cedió a mitad de la siguiente temporada.
El 10 de diciembre de 2006, firmó con los Tigres de Detroit. Fue liberado por el equipo tras su victoria de 7-2 sobre los Indios de Cleveland el 3 de junio de 2007. En 16 apariciones con el equipo, terminó con récord de 1-1 con una efectividad de 12.34. El 8 de junio de 2007 firmó un contrato de ligas menores con los Filis de Filadelfia. Apareció en 40 juegos para los  Filis, compilando un récord de 1-2 con una efectividad de 5.54. Mesa se retiró en 2007.

## Controversia
Mesa estuvo involucrado en una disputa de larga data con su excompañero de equipo, Omar Vizquel, tras la publicación de la autobiografía de Vizquel, "Omar! My Life On and Off the Field". En el libro, Vizquel criticó el desempeño de Mesa en el Juego 7 de la Serie Mundial de 1997: "Los ojos del mundo estaban enfocados en cada movimiento que hacíamos. Desafortunadamente, los ojos de José estaban vacíos. Completamente vacíos. No había nadie ahí. Casi podías ver a través de ellos. No mucho después de mirar en sus ojos vacíos, perdió el rescate, y los Marlins empataron el juego.". Mesa se puso furioso y ha reaccionado tirándole a Vizquel en cada ocasión en que se enfrentan en el terreno, y en una ocasión declaró: "Incluso mi hijo pequeño me dijo que le diera. Si lo enfrento 10 veces más, lo golpearé 10 veces, lo quiero matar." Al final de la temporada de 2007, Mesa había golpeado dos veces a Vizquel.
Mesa fue acusado de violación por presuntamente haber penetrado a una mujer con sus dedos y dos cargos más por manosear a dos mujeres en una habitación de motel en Lakewood, Ohio el 22 de diciembre de 1996. Mesa fue absuelto de todos los cargos el 9 de abril de 1997.